# 야다역 (아이치현)
야다역(일본어: 矢田駅, やだえき)은 일본 아이치현 나고야시 히가시구 다이코 1초메에 소재하는 나고야 철도 세토선의 역이다. 역 번호는 ST07이다.

## 역사
- 1905년 4월 2일: 영업 개시.
- 2004년 3월 1일: 오와리세토 방면의 신역사 사용 개시.
- 2006년
  - 8월 10일: 역 집중 관리 시스템 도입.
  - 12월 16일: 트랜 패스 도입.
- 2011년 2월 11일: IC카드 승차권 manaca 도입.
- 2012년 2월 29일: 트랜 패스 공용 종료.

## 역 구조
상대식 승강장 2면 2선의 지상역이다. 역 집중 관리 시스템이 도입된 종일 간이역이다.
오와리세토와 사카에마치 방면 개찰구는 따로 있어 반대편으로 오가는 것은 크게 우회하게 된다. 일단 개찰을 들어가면 오와리세토 방면으로 사카에마치 방면 승강장 사이로 이동이 불가능하기 때문에 개찰구를 들어가기 전에 행선지를 잘 확인하고 열차를 타야한다.
두 방면 모두 경사로가 설치되어, 배리어 프리에 대응하고 있다.
역 서쪽으로는 세토 선의 유일한 트러스교인 야다 교량이 있다.

### 승강장
| 번호 | 노선      | 방향 | 행선                    |
| ---- | --------- | ---- | ----------------------- |
| 1    | ■ 세토 선 | 하행 | 오와리세토 방면         |
| 2    | ■ 세토 선 | 상행 | 오조네・사카에마치 방면 |

## 역 주변
가장 가까운 버스 정류장은 조보지마에이다(나고야 시 교통국).
- 나고야세이메이 신사 - 도보 20분 정도.
- 조보지
- 기가사키 공원
- 다이코 공원
- 야다 강
- 야다 강 대교
- 오와리 정기
- 나고야 돔
- 이온 몰 나고야돔마에
- 메이조 대학 나고야돔마에 캠퍼스
- 세토 가도(아이치 현도 61호 나고야세토 선)
- 나고야 시영 지하철 메이조 선・나고야 가이드웨이 버스 나고야돔마에야다 역

## 사진

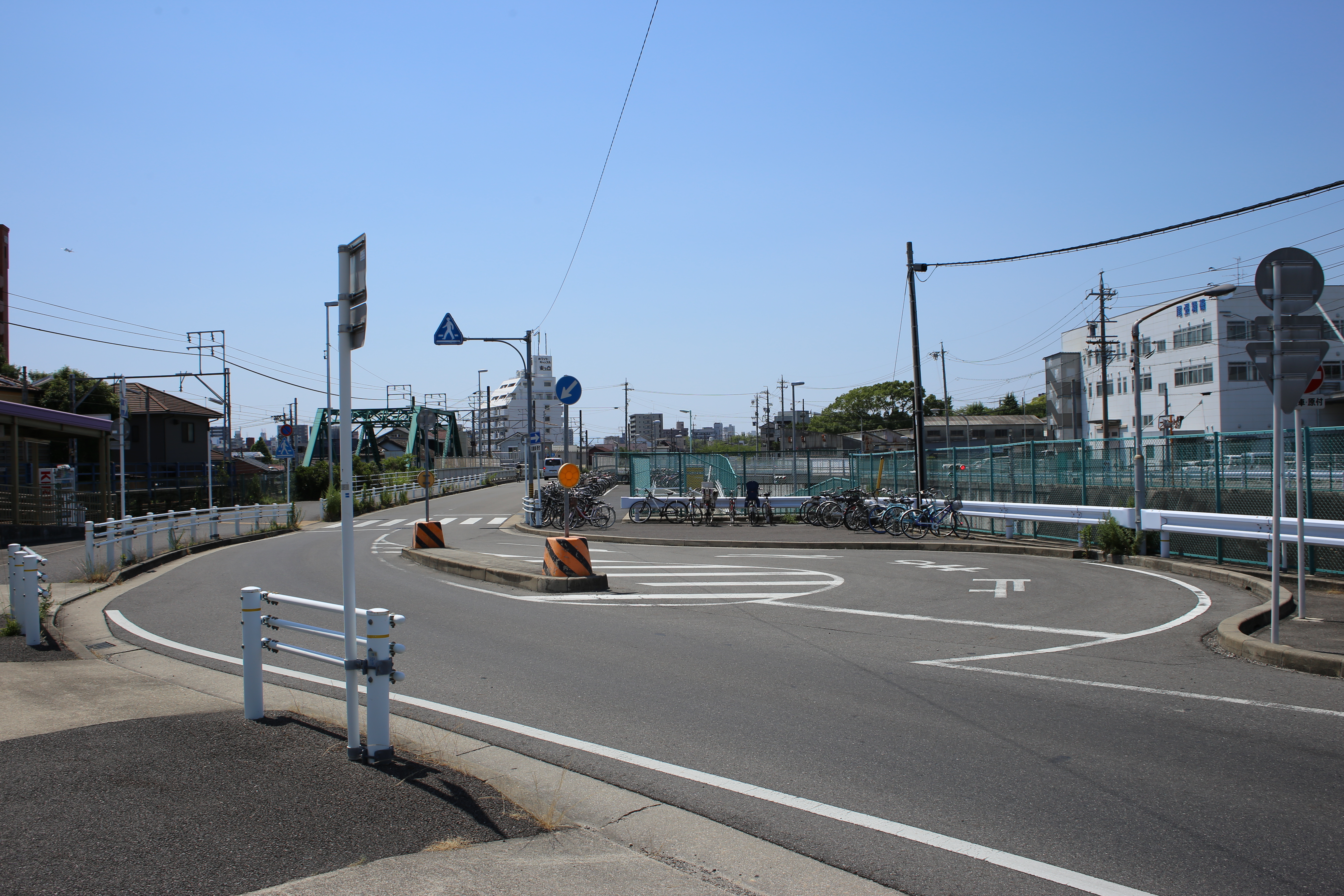
역전 로터리

## 인접역
| 나고야 철도 ■ 세토선        | 나고야 철도 ■ 세토선 | 나고야 철도 ■ 세토선                        |
| --------------------------- | -------------------- | ------------------------------------------- |
| ST06 오조네 사카에마치 방면 | ■ 보통               | 모리야마지에이타이마에 ST08 오와리세토 방면 |